# 社会安全省
座標: 北緯39度4分49秒 東経125度46分3秒 / 北緯39.08028度 東経125.76750度
社会安全省（しゃかいあんぜんしょう、朝鮮語: 사회안전성）は、朝鮮民主主義人民共和国（北朝鮮）の警察を管轄する官庁で列国の内務省に相当する。ただし、住民を厳格に統制する重要性から、内閣の傘下機関ではなく、朝鮮民主主義人民共和国国務委員会の直属機関である。

## 歴史
第二次世界大戦終結後、北朝鮮地域には右派（民族主義者）の自衛隊、左派（国内共産主義者）の治安隊、ソ連軍出身者による赤衛隊などの民間治安組織が発足したが、これらは北朝鮮に進駐したソ連第25軍が1945年10月12日に発した命令により全て解体され、ソ連軍の統制のもと各地に保安隊が組織された。同年11月19日に北朝鮮五道行政局が発足すると各保安隊は五道行政局内に設置された保安局の傘下に入った。1946年2月8日に五道行政局が北朝鮮臨時人民委員会に移行した後も保安局が変わらず治安維持業務を管掌したが、1947年2月20日に臨時人民委員会が北朝鮮人民委員会に移行すると保安局は内務局に改称された。1948年2月7日には内務局から民族保衛局が分離された（民族保衛省の前身）。
1948年9月9日に朝鮮民主主義人民共和国が建国されると、北朝鮮人民委員会内務局は内閣所属の内務省となった。朝鮮戦争中の1951年3月には、内務省内の政治保衛局などの部門が分離独立して社会安全省が創設された。戦時下において通常の治安業務に加えて反体制勢力への対応等が増大したことから、当時内務省政治保衛局長だった方学世（初代社会安全相）が公安専任組織の創設を強く主張したとされる。しかし、1年7か月後の1952年10月9日には再び内務省へ統合され社会安全局となる。社会安全省と内務省の並立により治安業務に混乱を来していたことが理由とされるが、内務相就任の内定していた方学世が社会安全省も自己の影響下に留めようとしたためともいう。1962年10月23日には内閣機構の改編により社会安全省が復活し、内務省には国土と資源の管理業務を担う機能のみが残され、1964年12月4日に国土管理省へ改称された。
1972年12月27日に社会主義憲法が採択されて内閣が政務院に改編されると、社会安全省は社会安全部となった。翌1973年5月には、金日成の指示により社会安全部から政治保衛局が分離されて国家政治保衛部が創設され、通常の警察業務を担当する社会安全部と秘密警察業務を担当する国家政治保衛部とで役割の分担が行われた。1982年初めには、それまで社会安全部が担当していた沿岸警備業務、国境警備業務も国家政治保衛部へ移管されている。同年4月5日の最高人民会議第7期1次会議において社会安全部は政務院から移されて人民武力部などとともに朝鮮労働党所属となったが、1986年12月29日の最高人民会議第8期1次会議において政務院所属へ戻された。
90年代後半に苦難の行軍と呼ばれた大飢饉が起こったことをきっかけに、社会安全部内に張成沢（当時、党中央委員会組織指導部第一副部長）が指揮する秘密警察組織「深化組」が創設され、深化組は1997年から2000年まで大規模な粛清（深化組事件）を行った。
2000年4月人民保安省（じんみんほあんしょう、인민보안성）に改称され、2010年に人民保安部に格上げ改編され、国防委員会の直属機関となった。
2016年6月に開催された第13期最高人民会議第4回会議で再度、人民保安部より人民保安省に格下げ改編された事が現地の報道で明らかになった。
2020年5月の朝鮮労働党中央軍事委員会の決定によって、社会安全省の名称が復活したことが同年6月の聯合ニュースの報道で明らかになった。

社会安全省旗（裏側）
人民保安省章

## 組織
本部庁舎は、平壌直轄市西城区域ヨンモッ洞に位置する。組織は、日本や韓国の警察署に該当する部署があり、各行政区域単位に道社会安全局、市・郡社会安全部、区域安全部として設置されており、日本や韓国の交番に該当する最下級の部署には「分駐所」がある。
社会安全省の幹部は、正規軍である朝鮮人民軍と同一の階級（軍事称号）を受ける。また、幹部の一部が朝鮮人民軍の正規軍部隊の勤務を行うこともある。下級組織の警察職員（警察官）は「社会安全員」（かつては人民保安員）と呼ばれる。戦時には、人民武力省の朝鮮人民軍の指揮下に組み込まれることもある。
過去、準軍事組織である朝鮮人民警備隊を管轄していたが、現在、人民武力省の国境警備司令部に移管されている。

平壌市社会安全員袖章
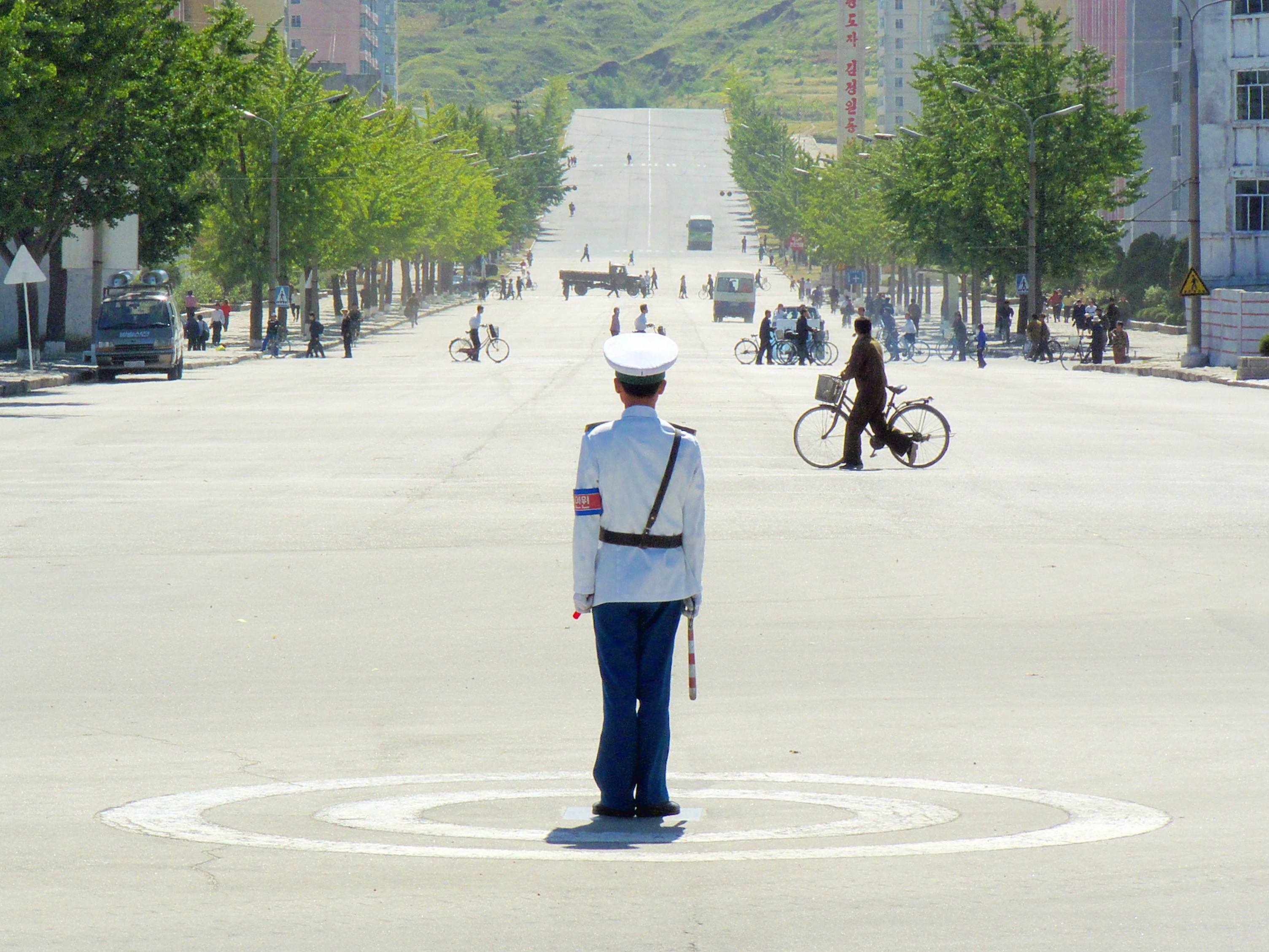
交通整理にあたる開城市交通保安員（2008年撮影）

## 歴代相・部長
- 方学世（1951年3月）
- 石山（1962年10月、1967年12月）
- 金炳河
- 李鎮洙
- 白鶴林（1985年、2000年4月? - 2003年7月?）
- 崔龍洙（2003年7月 - 2004年7月?）
- 朱霜成（2004年7月 - 2009年4月9日、 2009年4月9日 - 2011年3月15日）
- 李明秀（2012年4月 - 2013年2月）
- 崔富日（2013年2月 - 2019年12月）
- 金正浩（2019年12月 - 2021年1月）
- 李永吉（2021年1月？- 2021年7月）
- 金正浩（2021年7月 - 2021年9月）
- 張正男（2021年9月-2021年12月）
- 李泰燮（2021年12月-2022年6月[13] ）
- 朴秀逸（2022年6月-2022年12月）
- 李泰燮（2022年12月-2024年7月）
- 方斗燮（2024年7月-　）

## 参考資料
- 전현준『북한의 사회통제 기구 고찰 :인민보안성을 중심으로』통일연구원、2003年。ISBN 8984792136。2022年1月23日閲覧。